# Плисовский, Константин
Константи́н Плисо́вский (Константин Карлович Плисовский; пол. Konstanty Plisowski; 8 июня 1890 — весна 1940) — польский военный деятель, бригадный генерал (посмертно — дивизионный генерал). Руководитель обороны Брестской крепости в 1939 году.

## Служба в русской армии
Родился 8 июня 1890 года, в селе Новоселец Подольской губернии в шляхетской семье (герба Одровонж).
Окончил Одесский кадетский корпус (1908) и Николаевское кавалерийское училище (1910), откуда выпущен был корнетом в 12-й гусарский Ахтырский полк. Произведён в поручики 10 сентября 1913 года.
В Первую мировую войну вступил в рядах ахтырских гусар. За боевые отличия был награждён всеми орденами до ордена Св. Владимира 4-й степени. Произведён в штабс-ротмистры 2 апреля 1916 года, в ротмистры — 29 сентября 1917 года.

## Служба в Польском корпусе
В 1917 году вступил в сформированный Временным правительством 1-й Польский корпус, в котором служил командиром кавалерийского полка, приданного 4-й дивизии польских стрелков под командованием генерала Люциана Желиговского.

## Служба в польской армии
После того, как Польша в 1918 году восстановила свою независимость, вступил в польскую армию. В следующем году во время польско-украинской войны командовал 14-м уланским полком, отличился в битве под Язловцем 14 июля 1919 года, показав себя храбрым кавалерийским командиром. 23 августа 1919 года по представлению генерала Желиговского произведён «через чин» из майоров в полковники.
Во время советско-польской войны командовал 6-й кавалерийской бригадой (стал её первым командиром), позднее 8-й кавалерийской бригадой. Недолго временно командовал 1-й кавалерийской дивизией генерала Юлиуша Руммеля. Участвовал в известном сражении под Комаровом против 1-й Конной армии С. М. Будённого.
Позднее занимал командные посты в армии, был профессором тактики в Высшей военной школе в Варшаве. 4 января 1929 году ему было присвоено звание бригадного генерала. В 1930 году вышел в отставку по состоянию здоровья. Была ли это истинная причина отставки, или только предлог — неизвестно.

### Оборона Брестской крепости
В сентябре 1939 года, с началом Второй мировой войны, вновь вернулся на службу. 11 сентября на него была возложена ответственность за оборону крепости Бжесть-над-Бугом (Брестской крепости). Из оказавшихся в Бресте частей (общая численность 2—2,5 тыс. человек) сформировал четыре батальона (три пехотных и инженерный). Кроме того у Плисовского было более десятка стволов артиллерии — среди них ни одного противотанкового орудия — два бронепоезда, более 12 устаревших танков «Рено FT».
К 13 сентября из неё были эвакуированы семьи офицеров и унтер-офицеров гарнизона, заминированы мосты и проходы к крепости, главные ворота были заблокированы танками, а батальоны пехоты окопались на земляных валах.
14 сентября части 10-й немецкой танковой дивизии XIX армейского корпуса генерала Г. Гудериана вышли на линию фортов вокруг города. В этот же день немецкая артиллерия начала обстрел крепости. К вечеру передовые подразделения германских войск заняли часть города, но наступление на крепость было отбито подразделениями гарнизона крепости численностью 2—2,5 тысячи человек. Противник имел превосходство в пехоте в 2 раза, танках — в 4 раза, артиллерии — в 6 раз. 15 сентября артобстрел крепости продолжался в течение всего дня. 16 сентября начался штурм крепости, который вновь был отбит. Многие участники обороны были убиты и ранены, в числе последних оказался и её командир.
Всего обороняющимися было отбито 7 атак немецкой пехоты с танками, поддерживаемых огнём артиллерии и бомбовыми ударами. В условиях нехватки боеприпасов и продовольствия, значительных потерь гарнизона генерал Плисовский приказал подчинённым ему подразделениям с наступлением темноты 16 сентября оставить крепость, в которую утром следующего дня вошли немецкие части.
Из-за мощного артиллерийского огня противника выйти из крепости смогли не все её защитники. Часть польского гарнизона, забрав с собой раненых и убитых, прорвалась на запад по неповреждённому мосту в город Тересполь, где погибшие были похоронены на православном кладбище.

#### Валентин Пикульоб обороне Брестской крепости в 1939
…не повезло Гудериану. Мощным рывком от Кёнигсберга его танковый корпус возник на подступах к Бресту; город немцы взяли с налёту, а крепость не сдавалась. Её гарнизоном командовал генерал Константин Плисовский — бывший офицер царской армии. Наши историки, воспевая героическую оборону Брестской крепости в 1941 году, старательно умалчивали, что такой же героизм был присущ и полякам в 1939 году. Гудериан, образно говоря, разбил себе лоб о нерасторжимые ворота крепости, но поляки сдаваться не собирались. Три дня вокруг фортов громыхало сражение, да такое, что все горожане попрятались в подвалах, а над Брестом ветер раскручивал языки пламени. Штурм за штурмом — нет, не сдаются, а горы трупов немцев растут. Гудериан откатился назад и вызвал авиацию. Бомбы рвались, танки — вперёд, из пушек — прямой наводкой. Сбили ворота, ворвались в крепость, а в ней — ни души: Плисовский ночью обманул Гудериана и тишком вывел гарнизон так, что немцы даже не заметили его отхода… Это случилось в ночь на 16 сентября, а через день к микрофону московского радиовещания подошёл Молотов…

 (Пикуль В. С. Площадь павших бойцов; в тексте есть неточности — так, оборона крепости завершилась в ночь на 17 сентября; город с налёта немцам взять тоже не удалось; часть защитников крепости — около тысячи человек — попали в плен).

### Последние бои, лагерь, гибель
После ухода из Брестской крепости вместе с подчинёнными ему подразделениями присоединился к войскам под командованием генерала Францишека Клееберга. Исполнял обязанности заместителя командующего кавалерийской оперативной группой генерала Владислава Андерса. 24—28 сентября командовал Новогрудской кавалерийской бригадой, которая пыталась прорваться в Венгрию, противостоя как немецким, так и советским войскам.
28 сентября был взят в плен, позднее этапирован в Старобельский лагерь военнопленных в Ворошиловградской области. Расстрелян в здании харьковского управления НКВД в апреле или начале мая 1940 года в числе 3809 пленных польских офицеров. Фигурирует в Списке казнённых под номером 2585. Похоронен в братской могиле на территории современного Мемориала жертвам тоталитаризма в Харькове.
Приказом министра обороны Польши от 20 марта 1996 года 6-й бронекавалерийской бригаде присвоено имя генерала Константина Плисовского. В 2007 году президент Польши Лех Качиньский присвоил ему чин дивизионного генерала (посмертно).

## Награды
- Орден Святого Станислава 3-й ст. с мечами и бантом (ВП 5.12.1914)
- Орден Святой Анны 4-й ст. с надписью «за храбрость» (ВП 5.12.1914)
- Орден Святого Владимира 4-й ст. с мечами и бантом (ВП 5.12.1914)
- Орден Святой Анны 3-й ст. с мечами и бантом (ВП 9.04.1915)
- Орден Святого Станислава 2-й ст. с мечами (ВП 2.05.1915)
- Орден Святой Анны 2-й ст. с мечами (ВП 30.06.1915)
- старшинство в чине корнета с 6 августа 1912 года (ВП 1.04.1916)